# Степанович, Лада Анатольевна
Лада Анатольевна Степанович — заслуженный тренер России по синхронному плаванию, первый тренер трёхкратной олимпийской чемпионки Натальи Ищенко.

## Биография
Лада Степанович стала работать тренером в синхронном плавании после работы тренером по художественной гимнастике, что обеспечило ее ученикам высокий уровень хореографической подготовки.
Лада Анатольевна Степанович была тренером будущей олимпийской чемпионки Натальи Ищенко, являлась первым  тренером мастера спорта Екатерины Ильиной. Екатерина Ильина пришла в синхронное плавание после приглашения от Степанович.
Лада Степанович тренировала Наталью Ищенко на протяжении 8 лет, и отзывалась о ней как о спортсменке с прекрасными физическими данными для этого спорта, девушкой с целеустремленным и трудолюбивым характером. Благодаря тренеру Степанович спортсменка Ищенко осталась в синхронном плавании . 
Тренер считает, что для достижения результатов и побед, усилия нужно прикладывать не только спортсменку, но и родителям, потому что необходимо также дома работать над физической формой ребенка .
Лада Степанович работает в Калининградской детско-юношеской спортивной школе олимпийского резерва по плаванию, для поддержания своей ученицы Натальи Ищенко она вместе с ее мамой ездила на Олимпиаду в Рио-де-Жанейро.
Ладе Анатольевне Степанович присвоено звание заслуженного тренера России.